# FC Craiova
FC Craiova a fost un club de fotbal înființat în 1940 prin fuziunea a două echipe din orașul Craiova: Rovine Grivița și Craiu Iovan Craiova. Noua echipă a evoluat direct în Divizia A, ocupând locul nouă în sezonul 1940-1941. În perioada celui de-al Doilea Război Mondial, în campionatul 1942-1943, FC Craiova s-a clasat pe prima poziție, dar competiția nu s-a desfășurat în mod oficial.
Prima ediție oficială după război a fost sezonul 1946-1947 în care FC Craiova a ocupat ultimul loc, retrogradând în Divizia B. Sub o nouă denumire A.S. Doljul, echipa nu se regăsește și ajunge în Divizia C. În sezonul 1948-49, AS Doljul se afla pe locul 8 în seria I a Diviziei C, dar eșalonul se desființează și odată cu acesta dispare și echipa.